# Dane Cook
Dane Jeffrey Cook (* 18. März 1972 in Cambridge, Massachusetts) ist ein amerikanischer Comedian, Schauspieler und Synchronsprecher.

## Leben und Karriere
Dane Cook wuchs in Arlington, Massachusetts auf. Seine Familie hat irische und italienische Wurzeln, er wurde römisch-katholisch erzogen.
Sein Showmaterial besteht größtenteils aus Alltagshumor. Seine derzeitigen Sketche beinhalten diverse Themen wie zum Beispiel Autounfälle, die Zeit als Cook bei Burger King tätig war und gemischter Nerdhumor (z. B.: Bezug zu Star Trek oder Transformers). Cook bezieht sich oft auf bestimmte Orte oder Dinge, wobei er dabei seinen eigenen Slang nutzt. Beispiele: Burger King heißt „BK Lounge“, Walgreens (eine Ladenkette, die sich auf pharmazeutische und auch konventionelle Produkte spezialisiert) wird als „The Wall“ bezeichnet und das Sandwich ist ein „Sangwich“.
Cook wurde oft als „der populärste Typ auf MySpace“ bezeichnet (neben Tom Anderson, dem Gründer des Dienstes), weil er einst alle Freundeskreisanfragen, die er erhalten hat, annahm. So kam Cook auf mehr als 2.000.000 Freunde auf seiner MySpace-Liste.
2005 gründete Cook seine eigene Plattenfirma, die er Superfinger Entertainment nannte.
2012 spielte Cook die Hauptrolle in der NBC-Comedyserie Next Caller. Von sechs geplanten Folgen wurden jedoch nur vier gefilmt, bevor NBC die Produktion abbrach. Eine Ausstrahlung ist nicht geplant.

## Diskografie / Videoalben
- Harmful if Swallowed DVD und CD, Comedy Central, 2003 (US: Platin (Album))[3]
- Retaliation DVD und zwei CDs, Comedy Central, 2005
- Vicious Circle DVD, HBO, 2006
- Tourgasm DVD, HBO, 2006
- The Lost Pilots DVD, Sony Pictures, 2007
- Rough Around the Edges CD, Comedy Central, 2007
- ISolated INcident DVD und CD, Comedy Central, 2009 (US: ×2Doppelplatin (Videoalbum) )

## Filmografie (Auswahl)

### Darsteller

#### Filme
- 1997: Buddy
- 1999: Spiral (Kurzfilm)
- 1999: Fliegenfänger (Flypaper)
- 1999: Mystery Men
- 1999: Simon Sez
- 2002: L.A.X.
- 2002: The Touch
- 2003: Unzertrennlich (Stuck on You)
- 2004: Mr 3000 (Stimme)
- 2004: Hart am Limit (Torque)
- 2005: AbServiert (Waiting …)
- 2005: London – Liebe des Lebens? (London)
- 2006: Employee of the Month
- 2007: Mr. Brooks – Der Mörder in Dir (Mr. Brooks)
- 2007: Dan – Mitten im Leben! (Dan in Real Life)
- 2007: Der Glücksbringer (Good Luck Chuck)
- 2008: Männer sind Schweine (My Best Friend’s Girl)
- 2011: Detention – Nachsitzen kann tödlich sein (Detention)
- 2012: Guns and Girls (Guns, Girls and Gambling)
- 2015: 400 Days

#### Serien
- 2011: Hawaii Five-0 (Folge 1x18)
- 2011: Louie (Folge 2x07)
- 2017: American Gods (Folge 1x04)

### Synchronsprecher

#### Filme
- 2013: Planes – Dusty
- 2014: Planes 2 – Immer im Einsatz – Dusty